# Козак Сергій Борисович
Сергій Борисович Козак (нар. 21 вересня 1961, м. Костопіль, Рівненська область) — український журналіст, літературознавець, бібліограф, видавець, письменник. Перший журналіст незалежної України, запрошений на працю до США, де редагував у Детройті тижневик «Українські вісті (часопис)». Автор низки літературно-художніх, науково-популярних, наукових видань. Член Національної спілки письменників України від 2000 р., Національної спілки журналістів України від 2006 р. Доктор філософії УВУ (м. Мюнхен, Німеччина), PhD. Доктор філософії з галузі «Гуманітарні науки» (Свідоцтво міністерства освіти і науки України № 77 від 3 квітня 2019 р.).

## Життєпис
Закінчив факультет журналістики Київського державного університету імені Тараса Шевченка (1987). Упродовж 1991—1994 років навчався на факультеті славістики Мічиганського університету (США). Протягом 2001—2003 років здобував освіту в Німеччині, де захистив дисертацію.
Працював спецкором газети «Літературна Україна» (Київ, 1987—1991;1991—2000 — власкор у США, від 2010 — головний редактор), у редакції газети «Українські вісті (часопис)» (м. Детройт, США, 1991—2000 — редактор; 1994—2000 — головний редактор).
У січні 2015 року за власним бажанням звільнився з посади головного редактора газети «Літературна Україна». Науковий співробітник Інституту літератури ім. Т. Г. Шевченка Національної академії наук України.
Сергій Козак проживає в Києві, має доньку-студентку Дарину, розлучений.

## Творчість
Автор виданих у США, Канаді, Німеччині та Україні книжок: «Омріяний дзвін» (1995), «Скресання криги» (1996), «З усіх чужин» (1997), «Колядки над Ізаром» (2000), «Гортаючи пожовклі сторінки» (2002), «Волинська літературна еміграція» (2007, 2012), «„Українські вісті“ в Європі й Америці (1945—2000)» (2010), «Як вони пишуть» (2013), «Українська література у вигнанні» (2014), «Українська діаспора: літературний контекст» (2015), «„Київ“ на вулицях Філадельфії» (2016), «Раритети української діаспори» (у 4-х томах) (Київ, в-во «Ярославів Вал», 2016—2017), фотоальбомів «Полтавщина літературна» (2018), «Іван Багряний: життя і творчість в ілюстраціях» (2018), книжкової серії «Українська діаспора: літературна бібліографія»: «Збірник „Слово“: від Осьмачки — до Шевельова» (2020), «У далекій Аргентині» (2020), «Планета Ді-Пі: літературні острови» (2021), «Леся Українка: до берега "Свободи"» (2022), «На берегах Хоролу і Сули: полтавські шляхи Тараса Шевченка» (у співавторстві з Дариною Козак) (2023).
Упорядник книжки спогадів про Т. Осьмачку «Живий Осьмачка» (1998, 2013), книжки публіцистики Василя Гришка «Карби часу» (Київ, «Смолоскип», 2009, том II), книжки публіцистики М. Воскобійника «Україна — XX: національна ідея і чин» (Київ, «Ярославів Вал», 2011), а також «Українська планета Ді-Пі» (2013), «Українська еміграція» (2014), «Біографії» (2014), «Від Івана Багряного до Миколи Гоголя» (2014), «Архів діаспори» (2014), «Його голос чути досі» (Про Анатолія Дімарова) (співупорядник Євдокія Дімарова, 2014), «Героям слава!» (2014) (співупорядник Юрій Пригорницький), «Любіть Україну» (2014), «Висока вона, Тарасова гора» (2015), «Іван Багряний: український письменник і політичний діяч» (2016), «Від „Скельки“ до „Буйного вітру“» (2016), «Мовний всесвіт Івана Багряного» (2016), «Під небом чужини: письменники української еміграції» (у співавторстві з Дариною Козак) (2017) та інші.
Засновник і головний редактор книжкової серії «Бібліотека газети „Літературна Україна“» (вийшло 20 випусків, 2010—2016). За його керівництва газету «Українські вісті (часопис)» (США) відзначено Міжнародною премією імені Пилипа Орлика («За внесок у демократію») (1995), а «Літературну Україну» занесено до «Книги рекордів України» (2013). Переможець Всеукраїнського конкурсу «Краща книга України» («Раритети української діаспори» у 4-х томах, видавництво «Ярославів Вал»). Відомості про Сергія Козака розміщено в «Енциклопедії сучасної України».

## Відзнаки
- Лауреат премії імені Івана Багряного (2010).
- Лауреат премії імені Дмитра Нитченка (2011).
- Лауреат премії імені Ірини Калинець (2012).
- Лауреат премії імені Івана Огієнка (2013).
- Лауреат премії імені Володимира Сосюри (2014).
- Володар Гран-прі за «Кращу книгу України» (2017).